# Štukatura
Štukatura, pogovorno tudi štuk (iz italijanskega stucco), je tehnika umetniškega ali obrtnega krašenja stenskih in stropnih ploskev v nizkem reliefu, z uporabo najrazličnejših motivov. Spada v področje likovne umetnosti - kiparstvo kot del arhitekturne plastike.

## Zgodovina
V obdobju neolitika je bil mavec že poznan in prav tako kot material, pridobljen za plastične aplikacije. Že 7000 pr. n. št. je bil mavec uporabljen pri notranjem oblikovanju v majhnem maloazijskem mestu Çatalhöyük. Tudi pri Sumercih in Babiloncih so našli namige za uporabo mavca.
Egipt:
Egipčani so že zgodaj poznali proizvodnjo in uporabo mavca in so ga pogosto uporabljali. Najbolj znan primer je doprsni kip Nefretete. Njen obraz dobi očarljiv videz pobarvan z naravnimi pigmenti, ki danes navdušuje obiskovalce Museumsinsel.  
Antika:
Minojska kultura je poznala mavčno malto in alabaster namesto marmorja kot talno ali stensko oblogo in kot gradbeni kamen, kot v palači Knosos in palači Fajstos. Grški zgodovinar Herodot poroča, da so Etiopijci svoje mrtve vlivali v mavec, Teofrast je v članku opisal proizvodnjo mavca. Do leta 300 pred našim štetjem je Lizistrat že izdeloval maske za obraz. V Grčiji so mavec uporabljali za okras na hišah.
Rimljani so uporabili mavec za notranjo opremo. Tudi za shranjevanje sadja so uporabljali  tanko plast mavca, mavec (danes: bentonit) pa se uporabljal tudi pri proizvodnji vina. Juvenal pripoveduje o mavčnem poprsju, Vitruvij v svojem O arhitekturi in Plinij starejši v Historia Naturalis pa o štukaturnih stropih. Apnen omet že ločijo od mavčnega. Izkopavanja, zlasti v Pompejih, so to potrdila. Kot imitacija dragih marmorjev so bile stene izdelane s štukaturo imenovano stucco lustro ali štukaturni marmor. Izdelani venci so poudarili vertikalno organizacijo. Štukaturni stropi so bili pogosti v javnih zgradbah in privatnih hišah. Štukaturni okraski so ohranjeni v Valerierjevem grobu na Via Latina pri Rimu, 2. stoletje našega štetja., kjer so bili obnovljeni in na obokanem stropu v Valerierjevem templju. Čudovito štukaturno delo se je ohranilo v Pompejih. Hadrijanova vila vsebuje originalna štukaturna dela Rimljanov
Srednji vek:
Zbiranje in raziskovanje štukaturnih skulptur in okraskov iz srednjega veka je še vedno razmeroma mlada tema umetnostne zgodovine.
Od 1990-ih je na voljo znanje o tehniki proizvodnje in polikromiji štuka v srednjeveških sakralnih stavbah iz vznožja Harza. Tako so tu v današnjih zveznih deželah Spodnja Saška in Saška - Anhalt ohranjene številne pomembne srednjeveške umetnine, zlasti iz 12. in 13. stoletja. Če naštejemo le Sveti grob v cerkvi v Gernrodeju, korno pregrado v cerkvi sv. Mihaela v Hildesheimu in druge.
Renesansa:
V Nemčiji so 'ulivanje mavca' poznali vsaj od leta 1473 , vodnik o tem je bil natisnjen v Nürnbergu leta 1696. Vincenzo Scamozzi poroča leta 1615 v svojem delu Zamisel obče arhitekture (L'idea dell'Architettura Universale) o izdelavi štukaturne mase. V italijanski renesansi je prišlo do preporoda. Stene in stropi cerkva in palač so bili zdaj prekriti z velikimi štukaturami, pogosto v tesni povezavi s stenskimi in stropnimi poslikavami. Znani štukaturni umetniki renesanse so bili Perino del Vaga, Fedele Casella in Scipione Casella. Med renesanso je v Nemčiji med drugim prišlo do lastnega, večinoma obrtnega umetnega sledenja, ki je uporabljal predvsem apneno štukaturo. 
Barok:
Poseben razcvet je obrt štukature doživela v baroku in rokokoju, za čigar živahne in igrive dekorativne elemente je bila tehnika štukature zelo primerna. Medtem ko so italijanski umetniki iz štukature ustvarjali umetniško kakovostno delo po vsej Evropi, so se kmalu, zlasti v južni Nemčiji, razvili regionalni, včasih tudi nadregionalni mojstri štukature.
V baročnem slogu je bil za oblikovanje pogosto uporabljen štukaturni marmor (stucco lustro, tudi scagliola) - izpopolnjena metoda posnemanja marmorja, ki je bila dražja od samega marmorja, vendar je omogočala tako večje enakomerno obarvane obdelovance kot še posebej dramatične umetniške učinke barvanja.
19. stoletje:
V času industrializacije in v dobi historicizma je bil štuk ugoden oblikovalski element arhitekture. Veliko se je uporabljal tudi v obdobju Art nouveau.
Sodobnost:
Z nastopom modernizma po prvi svetovni vojni je bil štuk skoraj pregnan iz arhitekture. V 1950-ih in 1960-ih je dekorativna štukatura še naprej izgubljala pomen in je bila pogosto dojeta kot moteča, ker ni ustrezala sodobnim arhitekturnim konceptom. Zaradi tega so štukaturo odstranili iz mnogih starih zgradb, čemur so rekli 'čiščenje fasade' ali stilsko čiščenje. Bogati stropi iz štukature so bili spuščeni, kar pomeni, da je bila pod strop iz štukature potegnjena konstrukcija z ravno površino, pri čemer je bila štukatura pogosto precej poškodovana. Po drugi strani je tako zakritje zagotovo ohranila nekaj zakladov, ki bi jih sicer s pogostimi dotikanjem ali odstranjevanjem ogrozili.

## Razvoj in uporaba
Štukatura v najširšem pomenu predstavlja način krasitve arhitekturne lupine, ki je na splošno povzet po rimskih antičnih vzorih. Do popolnosti pa se je štukaterstvo razvilo  v 17. in 18. stoletju, v obdobju baroka in rokokoja, ko so štukature v veliki meri uporabljali pri krasitvi posvetnih in cerkvenih stavb ter zunanjih in notranjih sten. 
Sprva so štukaturo uporabljali kot cenejši nadomestek za kamen predvsem marmor, kmalu pa so začeli izrabljati vse prednosti tega lahko obvladljivega materiala, iz katerega so izdelovali npr. okvire stenskih slik, reliefne upodobitve, abstraktne ornamente in plastične poudarke obokov, sten ter drugih arhitekturnih delov.

### Tehnika izdelave
Glavne sestavine za štukaturno maso so: gašeno apno, pesek, sadra (mavec) in voda. Te sestavine so bile vedno dostopne in razmeroma poceni, zato je bila tehnika široko razširjena in uporabljana v različne namene po vsem svetu. 
Štukatura  predstavlja  danes  umetnostno zvrst, ki omogoča oblikovanje želene dekorativne zasnove na stenah in stropovih, lahko z uporabo vnaprej pripravljenih elementov, tudi iz stiroporja in drugih plastičnih mas.